# Federação de Patinagem de Portugal
A Federação de Patinagem de Portugal (FPP) é a federação que orienta e regulamenta as disciplinas de hóquei em patins, patinagem artística, patinagem de velocidade, Hóquei em Linha, Skateboarding  e Inline Freestyle em Portugal. É a responsável por todas as seleções nacionais masculinas e femininas das suas disciplinas. 
Esta Federação conta atualmente com 17 046 atletas federados e 262 clubes. 
Neste momento é presidida por Luís Sénica.

## História
A atual denominação foi aprovada na Assembleia-Geral realizada no dia 30 de Abril de 2005, substituindo a anterior designação, Federação Portuguesa de Patinagem, que havia sido adotada em 3 de Outubro de 1933, por remodelação da Federação Portuguesa de Hóquei, tendo esta outra, por sua vez e no ano de 1924, sucedido à Liga Portuguesa de Hóquei, que havia sido fundada em 1922 na cidade de Lisboa. 
Conforme publicado no Diário da República nº 288 – II série, de 11 de Dezembro de 1993, foi atribuído à FPP o estatuto de “Utilidade Pública Desportiva”, o que lhe confere o uso dessa qualificação.
A 27 de novembro de 1947 foi feita Oficial da Ordem Militar de Cristo.
Atualmente encontra-se filiada na World Skate e na World Skate Europe.

## Presidentes da FPP
O Presidente, é o órgão unipessoal que representa a Federação, assegura o seu regular funcionamento e promove a colaboração entre os seus órgãos, sendo por inerência, e simultaneamente, o Presidente da Direção da FPP.
- Gaudêncio Costa - 1933 - 1936
- Victor Lemos - 1936 - 1939
- Severino Freire - 1939 - 1941
- Cap. Santos Romão - 1942 - 1954
- Tito Moreira Rato - 1955 - 1965
- Alberto Mesquita - 1966 - 1967
- António Ribeiro Ferreira - 1968 - 1969
- Nelson Soromenho - 1970 - 1971
- José Castel-Branco - 1971 - 1993
- Paulo Gama - 1993 - 1994
- Carlos Sena - 1994 - 2003
- Fernando Claro - 2003 - 2018
- Luís Sénica - 2018 - presente

## Competições
Atualmente a FPP regulamenta as seguintes provas:

### Hóquei em Patins
- Campeonato Nacional da Primeira Divisão de Seniores Masculinos

- Taça de Portugal de Seniores Masculinos

- Taça 1947 de Seniores Masculinos

- Elite Cup de Seniores Masculinos

- Supertaça António Livramento de Seniores Masculinos

- Campeonato Nacional da Segunda Divisão de Seniores Masculinos

- Campeonato Nacional da Terceira Divisão de Seniores Masculinos

- Campeonato Nacional Sub-23 Masculino

- Campeonatos Nacionais de Jovens Masculinos

- Campeonato Nacional de Seniores Femininos

- Taça de Portugal de Seniores Femininos

- Supertaça de Seniores Femininos

- Campeonato Nacional de Sub-19 Feminino

- Encontros Regionais de Escolares, Benjamins e Bambi

- Torneios Inter-Regiões ou Interassociativos

### Patinagem Artística
- Testes de Iniciação, Intermédios e de Disciplina
- Campeonatos e Torneios Associativos
- Opens
- Campeonato Nacional de Dança
- Campeonato Nacional de Patinagem Livre
- Torneio Nacional
- Campeonato Nacional de Show e Precisão
- Taça de Portugal
- Torneio Nacional de Benjamins
- Torneio Nacional de Figuras Obrigatórias
- Torneio Interassociações

### Patinagem de Velocidade
- Circuito Nacional de Maratonas
- Campeonato Nacional Indoor
- Campeonato Nacional de Clubes de Pista
- Campeonato Nacional Individual de Pista
- Campeonato Nacional de Clubes de Estrada
- Campeonato Nacional Individual de Estrada
- Circuito Nacional Speedy
- Taça de Portugal Pista
- Interassociações

### Skateboarding
- Campeonato Nacional de Categorias
- Campeonato Nacional Individual Open
- Taça de Portugal
- Circuito Nacional Indoor
- Encontro Nacional de Street

## Seleções de Hóquei em Patins
- Seleção Portuguesa de Hóquei em Patins
- Seleção Portuguesa de Hóquei em Patins Feminino

## FPP TV
Em Setembro de 2020 a FPP lançou o portal da FPP TV, um portal dedicado à transmissão de jogos e competições das suas disciplinas que conta não só com produções próprias como produções com a colaboração dos próprios clubes.

## Ligações Externas
- Site oficial da FPP
- Portal da FPP TV
- Portal das Competições de Hóquei em Patins